# 大崎事件
大崎事件（おおさきじけん）は、1979年（昭和54年）10月、鹿児島県曽於郡大崎町で男性の変死体が見つかった事件である。
1981年までに殺人事件として有罪が確定したが、死亡原因は殺人ではなく転落による事故で殺人罪は冤罪であるとの主張があり、再審請求が続けられている。第3次請求審は、2019年6月に裁判官5人の全員一致により最高裁判所で初めて再審取り消しが決定した。

## 全容
1979年（昭和54年）10月15日に大崎町の自宅併設の牛小屋堆肥置き場で、当時42歳で農業を営む家主の遺体が発見された。被害者は酒乱であった。10月18日、被害者の隣に住み農業を営んでいた当時52歳の長兄と当時50歳の次兄が殺人と死体遺棄の容疑で、10月27日には次兄の息子で当時25歳の甥が死体遺棄容疑で、10月30日に入ると当時52歳で農業を営む長兄の妻が殺人と死体遺棄容疑でそれぞれ逮捕された。主犯とされた長兄の妻は長兄・次兄・甥とともに、保険金目的で被害者の殺害を企てたとして起訴された。
1980年（昭和55年）3月31日に鹿児島地裁は、被害者を西洋タオルで絞め殺して牛小屋堆肥置き場に死体を遺棄した殺人・死体遺棄罪で、長兄の妻を主犯として懲役10年、長兄を懲役8年、次兄を懲役7年、甥を懲役1年、とそれぞれ判決した。長兄の妻のみ即日控訴するも10月14日に福岡高裁宮崎支部に棄却され、即日上告するも1981年（昭和56年）1月30日に最高裁に棄却されて懲役10年の刑が確定した。
- 1987年（昭和62年）4月25日 - 次兄が死亡する。
- 1990年（平成2年）7月17日 - 長兄の妻が刑期満了で出所する。
- 1993年（平成5年）10月2日 - 長兄が死亡する。
- 1995年（平成7年）4月19日 - 長兄の妻が鹿児島地裁に再審を請求する。
- 1997年（平成9年）9月19日 - 甥が鹿児島地裁に再審を請求するも、2001年5月17日に自殺する。
- 2001年（平成13年）8月24日 - 甥の母親である次兄の元妻が甥の請求を引き継ぎ再審請求するも、2004年に母親は死亡する。

冤罪が疑われる事件で、知的障害や精神障害の傾向がある共犯者らの自白の信用性が問題とされる。長兄の妻は捜査段階から公判ないし受刑中を含めて一貫して現在まで事件への関与を否定し続けている。共犯者で実行犯とされる長兄・次兄・甥は、捜査段階で自白させられたが、自らの公判でも否認せず、有罪を宣告した地裁判決に控訴せずに有罪判決を確定させた。彼らは自らの公判手続で罪を争わなかったが、長兄の妻は一貫して否認したため裁判がそれぞれに分離され、同じ裁判官により同時進行していた再審請求人の公判審理に証人として出廷した際に自ら訴追事件には一切関与していない旨を証言したが、弁護人を含む立会い法曹には自らの訴追事件に対する否認であると理解されず、証言としても受け入れられなかった。甥は受刑後に事件への関与をすべて否定して再審への道を探るも、将来に悲観して自死した。これらの共犯者とされる者らは、いずれも知的や精神的な障害があるとされている。

## 再審請求

### 第1次再審請求
1995年（平成7年）4月19日、裁判のやり直しを求めて鹿児島地裁に再審請求を申し立てた。
2002年（平成14年）3月26日、鹿児島地裁は、被害者の遺体の首にある変色箇所について「（絞殺の跡を示す）索条痕などとは言えない」と判断、自白の信用性についても「内容が著しく変遷しており誘導も窺われる」として長兄の妻と甥に対して再審の開始を決定した。甥の再審請求は引き継いだ母親が2004年に死亡して引継ぎ者がなく再審請求は長兄の妻のみとなる。同年3月29日、鹿児島地検は決定を不服として即時抗告した。
2004年（平成16年）12月9日、福岡高裁宮崎支部（岡村稔裁判長）は「死体の各所には同時期に生じた多数の損傷があり、（長兄の妻らが）押さえつけるなどした際に生じたとはいえても、事故死の可能性を疑うには無理がある」として鹿児島地裁の再審開始決定を取り消し、再審請求を棄却する決定をした。
2006年（平成18年）1月30日、最高裁第三小法廷（藤田宙靖裁判長）は「新証拠としての明白性を否定した高裁の判断は正当で是認できる」として特別抗告を棄却する決定を出したため、鹿児島地裁の再審開始決定を取り消して請求を棄却した福岡高裁宮崎支部の決定が確定した。

### 第2次再審請求
2010年（平成22年）8月に長兄の妻が第2次再審を請求した。甥の母親の死後は長兄の妻のみ再審を請求していたが、死亡した元夫の遺族も2011年（平成23年）8月に再審を請求した。第2次再審請求で弁護側は、共犯者の自白調書の疑問をつくための供述心理分析意見書を新証拠として、2012年（平成24年）12月に検察側が作成した未開示の証拠リストの開示を求める意見書などを、鹿児島地裁に提出した。
2013年（平成25年）3月6日、鹿児島地裁（中牟田博章裁判長）は「弁護人提出の新証拠には（共犯とされた）3人の自白の信用性を動揺させるような証拠価値は認められない」として長兄の妻及び死亡した元夫の遺族の再審請求を棄却した。弁護団は「審理不十分で重大な手続き違反だ」と判断、決定を不服として即時抗告した。
2014年（平成26年）7月15日、福岡高裁宮崎支部（原田保孝裁判長）は「共犯者の供述は十分信用できる。新証拠に明白性はなく、新旧証拠を総合判断しても確定判決は揺るがない」として弁護団の即時抗告を棄却した。弁護団は決定を不服として特別抗告した。
2015年（平成27年）2月2日、最高裁第一小法廷（金築誠志裁判長）は弁護団の特別抗告を棄却する決定を出したため、長兄の妻及び死亡した元夫の再審請求を棄却する決定が確定した。

### 第3次再審請求
長兄の妻が第3次再審請求をした。弁護側は遺体の解剖写真に基づく法医学者の鑑定書を新証拠として提出し、「窒息死の所見が見られず共犯者の『タオルで首を絞めて殺した』という供述と矛盾する」と指摘し、「長兄の妻が親族に犯行を持ちかけるのを見た」とする別の親族の証言を否定する内容の心理学鑑定書も提出した。
2017年（平成29年）6月28日、鹿児島地裁（冨田敦史裁判長）は、共犯者らの自白について「客観的証拠がなく共犯者の自白の信用性も高くない。共謀も殺害行為も死体遺棄もなかった疑いを否定できない」と判断して長兄とその妻の再審開始を認めた。鹿児島地検は決定を不服として福岡高裁宮崎支部に即時抗告した。
2018年（平成30年）3月12日、福岡高裁宮崎支部（根本渉裁判長）は、弁護団が提出した鑑定書のうち、心理学鑑定書については「鑑定人が設定した前提条件下での分析結果にすぎず、限定的な意義しかない」として「新証拠には当たらない」とした。一方、法医学者の鑑定書については「十分な信用性がある」と評価し、自白の信用性についても「いずれも曖昧、不合理で、核心部分を含めて変遷している箇所もある。共犯者らの供述をそのまま信用できない」として検察側の即時抗告を棄却した。この決定に対して福岡高検は「無罪を言い渡すべき明らかな証拠を新たに発見したとはいえず、最高裁の判例に反すると判断した」として最高裁に特別抗告した。
2019年（令和元年）6月25日、最高裁第一小法廷（小池裕裁判長）は弁護団が新たに証拠として提出した鑑定結果の評価が誤っていたとして、再審開始決定を取り消した。一、二審で認められた再審の開始を最高裁が覆した初のケースとされる。

### 第4次再審請求
2020年（令和2年）3月30日、弁護団は、鹿児島地裁に第4次再審請求を申し立てた。
2022年（令和4年）6月22日、鹿児島地裁（中田幹人裁判長）は「弁護団の新証拠は、無罪を言い渡すべき明らかな証拠には当たらない」として再審請求を棄却する決定をした。同年6月27日、弁護団は福岡高裁宮崎支部に即時抗告した。
2023年（令和5年）6月5日、福岡高裁宮崎支部（矢数昌雄裁判長）は、転落事故死の可能性を示した救急救命医鑑定について「遺体を直接検分しておらず、解剖で撮影された12枚の写真からしか情報を得ることができなかった」として弁護団の即時抗告を棄却した。弁護団はこの決定に対して特別抗告を行った。
第4次再審請求においては、新証拠として、①被害者の死因の鑑定に関する証拠群、②コンピュータを使用したテキストデータの解析技術であるテキストマイニングの手法を用いた関係者の供述の特徴分析に関する証拠群、③供述心理学的手法を用いた関係者の供述の特徴分析に関する証拠群　が裁判所に提出されていた。
2025年（令和7年）2月25日、最高裁第三小法廷（石兼公博裁判長）は、上記の新証拠のうち、①の新証拠については『死体解剖の時点で被害者の死体は腐敗しており、既に不鮮明又は不明となっていた所見が多かったことなどにより、死体解剖において収集された情報は極めて限定的なものであった』こと等を理由に、②および③の新証拠については『いずれの鑑定も、供述の信用性を直接的に判断するものではなく、裁判所が供述の信用性を判断するに当たって考慮すべき可能性を指摘するという位置付けにとどまる性質のものであること』等を理由に、いずれの新証拠も、各確定判決の認定に合理的な疑いを抱かせるものとはいえないとして、弁護団による特別抗告を棄却した。第三小法廷の裁判官5人中4人の意見による決定であったが、ただ一人、宇賀克也は、再審開始を認めなかった原決定を破棄して、再審開始決定をするべきという旨の反対意見を付した。この反対意見は、この第四次再審請求に提出された証拠のみならず、これまでの再審請求審に提出された証拠も含めて総合評価を行って結論を導いている点に大きな特徴がある。なお、同事件の再審請求で、最高裁の裁判官が開始を支持する反対意見を出したのは初めて。

## 争点
被害者の死因
- 判決:タオルで首を絞められたことによる急性窒息死[15]。
- 弁護側:被害者の遺体に首を締められた痕跡がない・転落事故の可能性も捨てきれない[1]。
- 検察側:外傷性ショック死と推定・首に索条痕ともみられる圧迫の形跡あり[1]。
- 再審決定:新たな鑑定では被害者の首に絞殺の痕跡が認められない[1]。

自白の信憑性
- 判決:長兄の妻が次兄に殺害計画を持ちかけ、次に夫である長兄に持ちかけた。被害者の殺害後、甥に遺体遺棄を手伝わせた[35]。
- 弁護側:3人の自白に一貫性がない[1][15]。
- 検察側:3人の証言は具体的かつ詳細で現場の状況と符合している。
- 再審決定:自白の根幹が変わっている。共犯者は知的障害があり、捜査官の誘導に迎合した可能性は否定できない[1]。

## 支援
- 2013年10月22日 日本弁護士連合会（日弁連）が再審支援を決定する[36]。